# 배유람
배유람(1986년 8월 22일 ~ )은 대한민국의 배우이다.

## 학력
- 건국대학교 영화과

## 출연작

### 영화
- 《대치동 스캔들》 (2024년)
- 《막걸리가 알려줄거야》 (2024년) - 에듀스 입시 강사 역 (우정출연)
- 《미끼》 (2023년) - 혁수 역
- 《소년들》 (2023년) - 조현수 역
- 《킬링 로맨스》 (2023년) - 이영찬 역
- 《눈 먼 사랑》 (2021년)
- 《연애 빠진 로맨스》 (2021년)
- 《파이프라인》 (2021년) - 만식 역
- 《내일의 기억》 (2021년) - 배 형사 역
- 《찬실이는 복도 많지》 (2020년) - 김영 역
- 《찔리는 이야기》 (2019년)
- 《타짜: 원 아이드 잭》 (2019년) - 문주사 역
- 《엑시트》 (2019년) - 용민 역
- 《우리 지금 만나》 (2019년) - 성민 역
- 《뷰티풀 보이스》 (2019년) - 강 팀장 역
- 《걸캅스》 (2019년) - 핼륨풍선 고등학생 1 역
- 《뺑반》 (2019년) - 배 형사 역
- 《기사선생》 (2018년) - 성민
- 《지금 만나러 갑니다》 (2018년) - 고등학생 홍구 역
- 《청년경찰》 (2017년) - 배재호 역
- 《장기왕: 가락시장 레볼루션》 (2017년) - 까불이학생 역
- 《사랑하기 때문에》 (2017년) - 후배형사 역
- 《인형뽑기》 (2017년) - 승민 역[3]
- 《산나물 처녀》 (2016년)
- 《미인의 왕자》 (2016년) - 점원 역
- 《범죄의 여왕》 (2016년) - 우정출연
- 《터널》 (2016년) - 출동 119대원 역
- 《굿바이 싱글》 (2016년) - 드라마 리딩 박서방 역 (우정출연)
- 《섬. 사라진 사람들》 (2016년) - 수사경찰 역
- 《그리고 가을이 왔다》 (2015년) - 진웅 역
- 《굿나잇 미스터 리》 (2015년) - 중섭 역
- 《성난 변호사》 (2015년) - 용식 역
- 《차이나타운》 (2015년) - 지방경찰 1 역
- 《소셜포비아》 (2015년) - 정배 역
- 《워킹걸》 (2015년) - 토이앤죠이직원 역
- 《만일의 세계》 (2014년) - 만일 역
- 《패션왕》 (2014년) - 기안고 기명반 역
- 《나의 독재자》 (2014년) - 연극 조연출 역
- 《마녀》 (2014년) - 진우 역
- 《타짜: 신의 손》 (2014년) - 넙치 역
- 《족구왕》 (2014년) - 기계공학과 역
- 《18: 우리들의 성장 느와르》 (2014년) - 대현 역
- 《끝까지 간다》 (2014년) - 신현진 역
- 《방과 후》 (2013년) - 남 교사 역
- 《초아일기》 (2013년)
- 《하우스메이트》 (2013년) - 승환 역
- 《7 1/2》 (2013년)
- 《누구의 딸도 아닌 해원》 (2013년) - 학생 2 역
- 《북촌방향》 (2011년) - 학생 2 역
- 《옥희의 영화》 (2010년)
- 《술술》 (2010년) - 유람 역
- 《구경》 (2009년)

### 드라마
- 《당신의 맛》 (2025년, ENA) - 이유진 역
- 《이혼 보험》 (2025년, tvN) - 김선만 역
- 《굿파트너》 (2024년, SBS) - 박찬성 역
- 《크래시》 (2024년, ENA) - 정호규 역
- 《모범택시 2》 (2023년, SBS) - 박진언 역
- 《돼지의 왕》 (2022년, 티빙) - 박찬영 역
- 《꽃 피면 달 생각하고》 (2021년, KBS2) - 강해수 역
- 《모범택시》 (2021년, SBS) - 박진언 역
- 《런 온》 (2020년, JTBC) - 한석원 역
- 《좀비탐정》 (2020년, KBS2) - 방송국 PD 역
- 《나쁜 형사》 (2018년, MBC) - 반지득 역
- 《언터처블》 (2017년, JTBC) - 최재호 역
- 《이판사판》 (2017년, SBS) - 김주형 역
- 《군주 - 가면의 주인》 (2017년, MBC) - 박무하 역
- 《초인가족 2017》 (2017년, SBS) - 나백일 역
- 《손의 흔적》 (2017년, 네이버TV)
- 《원티드》 (2016년, SBS) - 권경훈 역
- 《굿바이 미스터 블랙》 (2016년, MBC) - 안계동 역
- 《여러 가지 이유》 (2016년, 네이버TV) - 유람 역
- 《마담 앙트완》 (2016년, JTBC) - 이진수 역
- 《출출한 여자 시즌 2》 (2016년, 네이버TV) - 단골가게 주인장 역
- 《퍽》 (2016년, SBS) - 아빠 역
- 《응답하라 1988》 (2015년, tvN) - 한국기원 유대리 역
- 《귀신 보는 형사 처용 2》 (2015년, OCN) - 석찬 역
- 《오 나의 귀신님》 (2015년, tvN) - 이소형의 선배 피디 역
- 《프로듀사》 (2015년, KBS2) - 류일용 역
- 《미생》 (2014년, tvN) - 오상식 젊은 시절 역

### 예능
- 《꼬리에 꼬리를 무는 그날 이야기》- 게스트

### 광고
- SK 텔레콤 (2014년)
- 갸스비 (2016년)
- 한국다케다제약 화이투벤큐 (2016년)
- 뱅크샐러드 (2019년)

## 수상
- 2023년 신스틸러 페스티벌 in 문경 본상 (모범택시 2)
- 2023년 SBS 연기대상 시즌제 드라마 부문 남자 조연상 (모범택시 2)